# Morteza Purali-Gandzsi
Morteza Purali-Gandzsi (perzsául مرتضی پورعلی‌گنجی, nemzetközi átiratban Morteza Pouraliganji; Bábol, 1992. április 19. –) iráni labdarúgó, a Persepolis középpályása.

## Pályafutása

### A válogatottban
2015. január 4-én mutatkozott be az iráni válogatottban az Irak elleni barátságos mérkőzésen. Ezután csapatával bejutott a 2015-ös Ázsia-kupa negyeddöntőjébe, ahol valamennyi mérkőzésen pályára lépett.

## Statisztika

### A válogatottban
Frissítve 2023. október 17-én.
| Irán     | Irán  | Irán  |
| Év       | Mérk. | Gólok |
| -------- | ----- | ----- |
| 2015     | 10    | 2     |
| 2016     | 6     | 0     |
| 2017     | 9     | 0     |
| 2018     | 7     | 0     |
| 2019     | 9     | 0     |
| 2020     | 1     | 0     |
| 2021     | 2     | 1     |
| 2022     | 5     | 0     |
| 2023     | 5     | 0     |
| Összesen | 54    | 3     |